# الحرب الأهلية الليتوانية (1432-1438)
كانت الحرب الأهلية الليتوانية بين عامي 1432–1438 صراعًا حول خلافة عرش دوقية ليتوانيا الكبرى، بعدما توفي فيتاوتاس العظيم عام 1430 بدون أن يسمي وريثًا للعرش. خاض الحرب شفيتريغايلا، حليف فرسان التيوتون، ضد سيغيسموند كيستوتايتيس المدعوم من مملكة بولندا. هددت الحرب بقطع اتحاد كريفو، وهو اتحاد شخصي بين بولندا وليتوانيا. أطلق تحالف شفيتريغايلا مع الأستاذ الأعظم لفرسان التيوتون، باول فون روسدورف، شرارة الحرب البولندية التيوتونية (1431–1435)، لكن هذا التحالف فشل في إحراز النصر لصالح شفيتريغايلا.
عندما استولى سيغيسموند على السلطة في ليتوانيا جراء انقلاب عام 1432، انقسمت البلاد إلى معسكرين متحاربين، وبدأت 3 سنوات من الأعمال العدوانية الفتاكة. دعمت بولندا غزو الهوسيين لبروسيا عام 1433 كي تمنع فرسان التيوتون من الاستمرار في تقديم الدعم لشفيتريغايلا. انتهت الحرب بهزيمة ساحقة لشفيتريغايلا وحليفه، الفرع الليفوني من فرسان التيوتون، إثر معركة بابايسكاس (معركة فيلكوميج) في سبتمبر عام 1435. استسلم شفيتريغايلا في نهاية المطاف عام 1437، فحكم سيغيسموند كيستوتايتيس ليتوانيا لمدة 8 سنوات قبل أن يلقى حتفه إثر اغتيال عام 1440.

## تمهيد
أسست دوقية ليتوانيا الكبرى ومملكة بولندا عدة اتحادات ضعيفة في العقود السابقة للصراع، من بينها اتحاد كريفو عام 1385 واتفاقية أوستروف عام 1392 واتحاد خورودوو عام 1413. نجحت الدولتان في جمع جيوشهما معًا ضد العدو المشترك، فرسان التيوتون، في معركة غرونفالد عام 1410. أضعفت تلك الهزيمة قوة فرسان التيوتون، لكنها لم تقهر القوة العسكرية للتنظيم، واستمر فرسان التيوتون بالانخراط في صراعات أقل شأنًا. استمرت التوترات الداخلية في الدولة المتحدة مبدئيًا بعد تلك المعركة. تحوّل يوغيلا وفيتاوتاس إلى المسيحية الكاثوليكية، بينما عارضت النخبة الأرثوذكسية الشرقية، بالإضافة إلى بعض الأقطاب الليتوانية، قيام اتحادٍ أوثق مع بولندا.[بحاجة لمصدر]
في 27 أكتوبر عام 1430، توفي فيتاوتاس العظيم، دوق ليتوانيا الأكبر، فجأة بدون أن يسميّ وريثًا للعرش أو يترك وصية. كان من المفترض أن يُتوّج ملكًا على ليتوانيا في شهر سبتمبر عام 1430، لكن البولنديين منعوا وصول التاج إلى ليتوانيا. تزوجت ابنة فيتاوتاس الوحيدة، واسمها صوفيا، من فاسيلي الأول رأس دوقية موسكو الكبرى، وأنجبا ابنًا واحدًا ظل على قيد الحياة، هو فاسيلي الثاني. كان فاسيلي الثاني أرثوذكسيًا، فلم يستطع تزعّم دوقية ليتوانيا الكبرى التي تحوّلت إلى الكاثوليكية حينها. أدى اتباع فاسيلي المذهب الأرثوذكسي إلى حرمان الكثيرَ من أفراد سلالة غيديمين من حقهم في المطالبة بالعرش. برز مرشحان كاثوليكيان ملائمان لتولي العرش، وهما سيغيسموند كيستوتايتيس شقيق فيتاوتاس، وشفيتريغايلا ابن عم فيتاوتاس.
انتخب نبلاء ليتوانيا، من جانبهم، شفيتريغايلا ليكون رأس دوقية ليتوانيا الكبرى. خرق الانتخاب أحكام اتحاد خورودوو من عام 1413، والذي أقسم خلاله الليتوانيون على ألا يختاروا دوق ليتوانيا الكبرى بدون موافقة مملكة بولندا. في تلك الفترة، كان يوغيلا، ملك بولندا وشقيق شفيتريغايلا، في ليتوانيا يتهيأ لجنازة فيتاوتاس. في 7 نوفمبر 1430، أعلن يوغيلا موافقته على الانتخاب وقال أن العلاقات البولندية الليتوانية ستُحدد رسميًا في 15 أغسطس عام 1431. لكن صراعًا مسلحًا اندلع إثر نزاعٍ حدودي في بودوليا وفولينيا، وحسبما فهم نبلاء بولندا وفقًا لأحكام اتفاقية عام 1411، كان من المقرر أن تحكم ليتوانيا هذه المنطقة خلال عهد فيتاوتاس فقط.

## حرب لوتسك
عندما غزت الجيوش البولندية بودوليا، اعتقل شفيتريغايلا شقيقه يوغيلا، ملك بولندا، في فيلنيوس. أُطلق سراح يوغيلا عندما وعد بإرجاع بودوليا إلى سلطة دوقية ليتوانيا الكبرى. اجتمع النبلاء البولنديون، تحت قيادة الكاردينال زبيغنييف أوليشنيتسكي، في ساندومييج في شهر فبراير 1431. أبطل الجمع الغاضب وعود الملك وطالبوا شفيتريغايلا تقديم الولاء ليوغيلا. رفض شفيتريغايلا، وادعى الاستقلال الكامل لبلاده، ووصل به الامر إلى مطالبة الإمبراطور الروماني المقدس سيغيسموند، بإرسال التاج الذي كان مخصصًا لفيتاوتاس. في الرسالة التي بعثها شفيتريغايلا، وعد سيغيسموند بتقديم ولائه له وناقش عرض زواجه بإحدى بنات الحاكم المحلي لمولدوفا.